# Napalgué (Bourzanga)
Pour les articles homonymes, voir Napalgué.
Napalgué est une localité du département du Bourzanga, dans la province de Bam, dans le Centre-Nord, au Burkina Faso. Lors du recensement de 2006, on y a dénombré 1 395 habitants. 